# Pikárdiai terc
A pikárdiai (pikardiai, picardiai stb.) terc moll dallamot lezáró dúr akkord, amely így a „várt” kisterc helyett nagytercre épül. A pikárdiai terc oldja fel a moll dallam (vagy a disszonáns akkordok) feszültségét, és így megkönnyebbült, derűs hangulatot kelt.

## A név eredete
A név eredete nem teljesen tisztázott. Első ismert előfordulása: Jean-Jacques Rousseau: Dictionnaire de Musique (Zenei enciklopédia) (1767). Nem tudni, honnan vette Rousseau a tierce de Picardie kifejezést, de azt írja, hogy a pikárdiai terc leginkább az egyházzenében maradt fenn, és Pikárdiában sok volt a székesegyház. Évszázadokon keresztül senki sem vonta kétségbe ezt a magyarázatot, a közelmúltban azonban más értelmezések is megjelentek, melyek szerint az elnevezés nem a Picardie (Pikárdia) szóból, hanem a picart vagy piquart melléknévből ered, ami ’szúrós’-t, ’hegyes’-t jelent, és itt a középső hang fél hanggal való felemelésére utal, amely a kistercet nagyterccé alakítja.
Más nyelvekben (pl. angolul, németül, oroszul) továbbra is használják a tierce de Picardie kifejezést is, a franciában azonban ma már a tierce picarde használatos, amely inkább a hegyesre, mint Pikárdiára utal.

## Népszerűsége
A középkorban – pl. Machaut (1300 körül – 1377) - nemcsak a kistercet, de a nagytercet sem tekintették stabil záróakkordnak, és a művek tiszta oktávval, vagy „legfeljebb” tiszta kvinttel fejeződhettek be.
A pikárdiai terc a reneszánsz idején élte fénykorát; Josquin des Prez és tanítványai körében is népszerű volt (Pikárdiában és Flandriában). Gesualdo minden művében előfordul. 1600 körül lassan kezdett veszíteni népszerűségéből, de azóta sem szűnt meg teljesen.
Figyelemre méltó, hogy Johann Sebastian Bach a Wohltemperiertes Klavier első részét (1722) alkotó 24 darab közül csak egyet nem zárt pikárdiai terccel, a második részben (1744) viszont tizennégyet. Bár ez nem teljesen egyértelmű, mert Bach idejében előfordult, hogy egy moll dallamot egyszer kisterccel, máskor nagyterccel zárt le az előadó, akár attól függően is, hogy következett-e utána más darab vagy nem, vagy az a másik darab hogyan zárult.
Abban, hogy a pikárdiai terc 1600 óta veszített népszerűségéből, szerepet játszott a jóltemperált hangolás és a kiegyenlített hangolás is, amelyekkel a kisterc is viszonylag stabilabbnak, kiegyensúlyozottabbnak hangzik (sőt a modern zene olyan disszonáns akkordokat is alkalmaz természetesen, amelyeket Bach kortársai fülsértőnek találtak). Ettől kezdve a pikárdiai tercet nem a megnyugvás, hanem más hatások eléréséhez alkalmazták.

## Példák
Greensleeves

I-V-I-IV-I-V-I kadencia pikárdiai terc befejezéssel

Részlet Johann Sebastian Bach: BVW 82 sz. g-moll kantátájából (Ich habe genug):
A piros feloldójel a B-t H-vá emeli, ezáltal a (kistercre épülő) moll akkordot (nagytercre épülő) dúr akkorddá, pikárdiai terccé változtatja.

További példák:
Johann Sebastian Bach: d-moll hegedű-kettősverseny
Johann Sebastian Bach: g-moll kis prelúdium és fúga befejezése
The Beatles: "And I Love Her"